# Брыльска, Барбара
Барба́ра Бры́льска (пол. Barbara Brylska, род. 5 июня 1941, Скотники, Озоркув, район Лентшюц, Вартеланд, Нацистская Германия) — польская актриса театра и кино.
Лауреат Государственной премии СССР (1977).
В СССР более всего была известна по роли Нади Шевелёвой в фильме Эльдара Рязанова «Ирония судьбы, или С лёгким паром!».
В 2008 году была членом жюри второго сезона развлекательной телевизионной программы «Две звезды» на «Первом канале». С 2009 года — член жюри телевизионного представления (телешоу) «Народная звезда» на «ТРК Украина».

## Биография
Барбара Брыльска родилась 5 июня 1941 года в местечке Скотники города Лодзь, Польша.
В возрасте 15 лет впервые сыграла эпизодическую роль в художественном фильме «Галоши счастья». После съёмок стала заниматься в театральном кружке, училась в Лодзинской высшей театральной школе. В 1967 году окончила Варшавскую высшую школу театра, кино и телевидения.
Первая крупная роль была в фильме «Их будний день» в 1963 году. В 1966 году исполнила роль жрицы Камы в фильме «Фараон» по роману Болеслава Пруса. Большую славу Барбаре принесла роль Евы в скандальном польском фильме «Анатомия любви».
Снималась также в фильмах ПНР, СССР, ГДР (DEFA, UFA), чехословацких и болгарских кинорежиссёров.
В СССР стала популярна после роли Нади в фильме «Ирония судьбы». За эту роль она была удостоена Государственной премии СССР в размере пяти тысяч рублей.
В начале XXI века начала играть на театральной сцене: впервые это произошло в Москве в постановке режиссёра Романа Мархолиа «Квартет» на сцене Центра оперного пения Галины Вишневской на улице Метростроевской возле посольства Марокко.
В 2001 году впервые после долгого перерыва вернулась на киноэкраны в фильме Романа Качанова «Даун Хаус».

## Личная жизнь
Барбара Брыльска несколько раз выходила замуж. Первым мужем (1961—1968) Барбары был математик-шифратор Ян Боровец, которого не интересовало творчество супруги и вообще искусство, поэтому брак был расторгнут по инициативе Барбары.
Вторым мужем Брыльски после развода с Яном стал актёр Ежи Зельник, с которым совместная жизнь также не сложилась. На съёмках кинофильма «Белые волки» Барбара Брыльска познакомилась с югославским актёром Слободаном Дмитриевичем, которого считает самой большой любовью. Брак с Дмитриевичем не состоялся. Третьим мужем Барбары Брыльски стал врач-гинеколог Людвиг Космаль, с которым Барбара прожила 18 лет и родила двух детей. В связи с частыми изменами мужа Барбара разошлась с ним.
Старшая дочь — актриса и модель Барбара Космаль (26.02.1973 — 15.05.1993), трагически погибла в автомобильной катастрофе в Бжезинах. За рулём сидел сын Анджея Жулавского, он выжил. Младший сын Людвиг (род. 1982), двое внуков: Шимон и Якуб.

## Избранная фильмография
— главная роль
- 1958 —  Галоши счастья — эпизод
- 1965 —  Потом наступит тишина — Эва
- 1966 —  Фараон — Кама
- 1966 —  Небо — эпизод
- 1966 —  Бумеранг — эпизод
- 1966—1968 —  Ставка больше, чем жизнь — Инга
- 1968 —  Пан Володыёвский — Кристина Дрохоювская
- 1968 — / След Сокола — Кэтрин Эмерсон
- 1968 —  Тайна деревянных идолов — Ханна
- 1969 — / Белые волки — Кэтрин Эмерсон
- 1969—1971 —  Освобождение — Хелена
- 1969 —  Преступник, укравший преступление — Эва Сальм
- 1969 —  Приключения пана Михала — Кристина Дрохоевская
- 1970 —  В погоне за Адамом — Ванда
- 1970 —  Польский альбом — Анна
- 1971 —  Пигмалион XII — Эрика Бонгерт
- 1972 —  Анатомия любви — Ева
- 1973 —  Города и годы — Мари Урбах
- 1974 —  Виза на Окантрос / Visa für Ocantros — Ягода, журналистка
- 1975 —  Ирония судьбы, или С лёгким паром! — Надежда Васильевна (Надя) Шевелёва, учительница русского языка и литературы
- 1977 —  Тихий американец в Праге — Милена Сингрова
- 1978 —  Роман Терезы Хеннерт — Тереза Хеннерт
- 1978 —  До последней капли крови — Эва Кошельская
- 1978 —  Умирать — в крайнем случае — Линда
- 1980 —  Архив смерти — Ханка
- 1982 —  Rächer, Retter und Rapiere (сериал) — Сибилла
- 1984 —  1944
- 1985 —  Скальпель, пожалуйста — доктор Волейникова
- 1987 —  Баллада о Янушике — учительница
- 1988 —  Час полнолуния — монахиня
- 1993 —  Лучше быть красивой и богатой — гостья
- 1995—1999 —  Экстрадиция — жена Осовского
- 1995 —  Польская смерть — психиатр
- 2001 —  Даун Хаус — генеральша Елизавета Прокофиевна Епанчина
- 2003 —  Казус белли — Эва
- 2006 —  Первый скорый — Надежда Васильевна Шевелёва
- 2006 —  Странное Рождество — Ольга Самойлова
- 2007 —  Ирония судьбы. Продолжение — Надежда Васильевна Шевелёва, бывшая жена Ипполита, мама Нади
- 2008 —  Адмиралъ — Роза Карловна
- 2009 —  Няня / Niania — Агата
- 2014 —  Тайна четырёх принцесс — фея

#### Документальные фильмы
- «Ирония судьбы Барбары Брыльской» («Первый канал», 2006)[1]
- «Барбара Брыльска. „Мужчины не имеют шанса“» («Первый канал», 2016)[2]

## Награды
- Золотой Крест Заслуги (1975) — в честь 30-летия польской кинематографии
- Государственная премия СССР (1977) — за фильм Ирония судьбы
- Награда «Золотые цветы» (1977) — как самой популярной актрисе соцстран
- Диплом министра иностранных дел ПНР (1979) — «за заслуги в пропаганде польской культуры за границей»
- орден Возрождения Польши Кавалерский крест (1985)
- приз «Золотой журавль» (2007)
- титул «Икона красоты» (2008)
- Диплом за вклад в развитие российско-польских отношений (2009)
- Диплом за заслуги в деле взаимопонимания и сближения обществ Польши и России (2010)
- лауреат международной премии «Балтийская звезда» за вклад в развитие и укрепление гуманитарных связей в странах Балтийского региона (2012)